# 41: A Portrait of My Father
41: A Portrait of My Father là một cuốn sách năm 2014 được viết bởi George W. Bush cho cha ông là George H. W. Bush. Cuốn sách được phát hành vào ngày 11 tháng 11 năm 2014. Cuốn sách này đã được đánh giá trên The New York Times, Financial Times, The Wall Street Journal, The Times, The Washington Post, và một số tờ báo khác.